# My Love (chanson de Julio Iglesias)
Pour les articles homonymes, voir My Love.
Singles de Julio Iglesias
Todo El Amor Que Te Hace Falta
(1987) Love Is on Our Side Again
(1988)
Singles par Stevie Wonder
Get It
(1987) My Eyes Don't Cry
(1988)
My Love est une chanson interprétée par Julio Iglesias en duo avec Stevie Wonder. Écrite et composée par ce dernier, la chanson parait sur l'album Non Stop (en) du chanteur espagnol en 1988. 
Produite par Humberto Gatica (en), elle sort en single et atteint le top 20 de plusieurs pays européens dont une 5e place au Royaume-Uni, perçant également aux États-Unis avec une 14e au Billboard Adult Contemporary. 

## Crédits
- Julio Iglesias : voix
- Stevie Wonder : voix, harmonica
- Michael Landau : guitare
- Tom Keane : claviers
- David Foster, David Paich, Steve Porcaro, Tom Keane : synthétiseurs
- Táta Vega (en), Jean Johnson : chœurs[1]

## Formats
Le single sort en version 45 tours et cassette, EP et CD single, et maxi-45 tours.
| 1. | My Love (avec Stevie Wonder) | Stevie Wonder            | 4:58 |
| 2. | Words and Music              | Clif Magness, Mark Vieha | 4:34 |

| 1. | My Love (avec Stevie Wonder)                                           | Stevie Wonder                            | 4:58 |
| 2. | Words and Music                                                        | Clif Magness, Mark Vieha                 | 4:34 |
| 3. | To All the Girls I've Loved Before (avec Willie Nelson)                | Hal David, Albert Hammond                | 3:30 |
| 4. | All of You (chanson de Julio Iglesias et Diana Ross) (avec Diana Ross) | Tony Renis, Julio Iglesias, Cynthia Weil | 3:57 |

| 1. | My Love (avec Stevie Wonder)         | Stevie Wonder                                                                     | 4:58 |
| 2. | Words and Music                      | Clif Magness, Mark Vieha                                                          | 4:34 |
| 3. | Begin the Beguine (Volver a Empezar) | Cole Porter                                                                       | 4:45 |
| 4. | Hey!                                 | Julio Iglesias, Gianni Belfiore (it), Mario Balducci, Norman Newell, Ramón Arcusa | 3:50 |

## Classements
| Classement (1988)                             | Meilleure position |
| --------------------------------------------- | ------------------ |
| Espagne (AFE)                                 | 4                  |
| États-Unis (Billboard Hot 100)                | 80                 |
| États-Unis (Billboard Hot R&B)                | 88                 |
| États-Unis (Billboard Adult Contemporary)     | 14                 |
| Royaume-Uni (UK Singles Chart)                | 5                  |
| Pays-Bas (Dutch Single Top 100)               | 16                 |
| Pays-Bas (Top 40)                             | 17                 |
| Irlande (IRMA)                                | 2                  |
| Belgique (Ultratop 50 Singles néerlandophone) | 8                  |
| Canada (RPM Top Singles)                      | 34                 |
| Canada (RPM Adult Contemporary)               | 21                 |
| Australie (ARIA Charts)                       | 40                 |
| Pologne (L3P (en))                            | 28                 |

## Reprises
Informations issues de SecondHandSong, sauf mention complémentaire.
- Ed Starink, en version instrumentale sur Moments in Love (1988) puis en version chantée sur It Takes Two (1992),
- Thriller U (en), sur Waiting For You (1989)[17],
- Acker Bilk, sur The Love Album (1989),
- Marshall & Alexander (de), sur Try to Remember (2006)[18].

### Adaptations en langue étrangère
| Année | Langue   | Titre                  | Adaptation    | Interprète(s)         |
| ----- | -------- | ---------------------- | ------------- | --------------------- |
| 1996  | Croate   | Nemoj da kuneš ovu noć | Gale Janković | Dragan Stojnić        |
| 1998  | Espagnol | Mi Amor                | Roberto Livi  | Simone & Daniela Romo |